# Trigonostemon praetervisus
Trigonostemon praetervisus är en törelväxtart som beskrevs av Airy Shaw. Trigonostemon praetervisus ingår i släktet Trigonostemon och familjen törelväxter. Inga underarter finns listade i Catalogue of Life.